# Gurren Lagann/Episodenliste
Diese Episodenliste enthält alle 27 Folgen der japanischen Animeserie Gurren Lagann (jap. 天元突破グレンラガン) des Studios Gainax. Die Erstausstrahlung erfolgte 2007 auf TV Tokyo in Japan, 2010 auf Animax in Deutschland.

## Staffel 1
| Nr. (ges.) | Nr. (St.) | Deutscher Titel                                        | Originaltitel                    | Erstausstrahlung Japan | Deutschsprachige Erstausstrahlung (D) | Regie            |
| --- | --------- | ------------------------------------------------------ | -------------------------------- | ---------------------- | ------------------------------------- | ---------------- |
| 1 | 1         | Durchbrich den Himmel mit deinem Bohrer                | お前のドリルで天を突け!          | 1. Apr. 2007           | 19. Apr. 2010                         | Hiroyuki Imaishi |
| In einer Höhle in der Erde, da liegt die kleine Stadt Giha, in der unter anderem Simon und Kamina leben. Kamina möchte vor der ständigen Gefahr von Erdbeben an die Oberfläche fliehen, wird jedoch arrestiert. Während eines Fluchtversuchs stürzt ein Gunman durch die Decke. Kamina und Simon besiegen diesen letztlich mit Hilfe der von der Oberfläche gekommenen Yoko sowie des von Simon beim Bohren gefundenen Roboters Lagann. |           |                                                        |                                  |                        |                                       |                  |
| 2 | 2         | Ich sagte, ich werde dieses Ding steuern               | 俺が乗るって言ってんだ!!         | 8. Apr. 2007           | 20. Apr. 2010                         | Hiroyuki Imaishi |
| Bei der Vertreibung zweier weiterer Gunmen lernen Kamina und Simon Freunde von Yoko kennen und geleiten diese zu deren Heimatstadt Littner. Am nächsten Tag zwingt Kamina bei einem Kampf mit einem ungewöhnlich starken Gunman dessen Lenker, einen Beastman, zum Aussteigen und übernimmt den Roboter, den er Gurren nennt. Dadurch können die Kämpfer gemeinsam zwei weitere Beastmen samt deren Gunmen vernichten. |           |                                                        |                                  |                        |                                       |                  |
| 3 | 3         | Was glaubst du, wer du bist mit deinen zwei Gesichtern | 顔が2つたぁナマイキな!!          | 15. Apr. 2007          | 21. Apr. 2010                         | Hiroyuki Imaishi |
| Auf der Suche nach Proviant begegnet Kamina dem äußerlich menschenähnlichen Beastman Viral, welcher einen Gunman mit zwei Gesichtern steuert. Im Kampf kommt ihm daher die Idee, Lagann und Gurren zu einem ebenso mächtigen Gunman zu fusionieren, den Gurren Lagann. Nachdem sie Viral so in die Flucht schlagen, machen sich die beiden zusammen mit Yoko und Leeron, dem Mechaniker von Littner, auf den Weg zu einem feindlichen Stützpunkt. |           |                                                        |                                  |                        |                                       |                  |
| 4 | 4         | Auch mit vielen Gesichtern bist du kein starker Typ    | 顔が多けりゃ偉いのか?            | 22. Apr. 2007          | 22. Apr. 2010                         | Hiroyuki Imaishi |
| Unterwegs begegnen sie den sogenannten vier schwarzen Geschwistern; Menschen, die ebenfalls Beastmen jagen. Zusammen besiegen sie einen Gunman mit 16 Gesichtern. Dieser unterliegt, da er im Gegensatz zu Kamina und Simon beim Verschmelzen der einzelnen Gesichter nicht genug eigenen Kampfgeist und Willen miteinfließen lässt. Intentionen der Steuernden beeinflussen aber die Stärke des resultierenden Roboters. |           |                                                        |                                  |                        |                                       |                  |
| 5 | 5         | Ich verstehe überhaupt nichts!                         | 俺にはさっぱりわからねえ!        | 29. Apr. 2007          | 23. Apr. 2010                         | Hiroyuki Imaishi |
| Auf der weiteren Reise gelangen sie in eine untergründige Stadt, deren arme Bewohner Gunmen als göttliche Geschöpfe verehren. Hier werden sie von Viral eingeholt, der beim anschließenden Kampf jedoch abstürzt. Um die Bewohner in deren Lebensstil nicht weiter zu verunsichern, zieht die Gruppe bald weiter. Sie werden nun von Rossiu, dem Sohn des Hohepriesters, sowie den Waisenkindern Gimmy und Darry begleitet. |           |                                                        |                                  |                        |                                       |                  |
| 6 | 6         | Es gibt ein paar Dinge, die ich unbedingt sehen muss!  | てめら全員湯あたりしやがれ!!     | 6. Mai 2007            | 26. Apr. 2010                         | Hiroyuki Imaishi |
| Nach der Jagd auf einen Gunman betritt die Gruppe ein Badehaus, wo sie auf die drei weiblichen Mitglieder der vier schwarzen Geschwister stoßen. Während Kamina und Simon die badenden Mädchen bespannen wollen, misstraut Rossiu der friedlichen Situation. Sie tappen in die Falle, besiegen aber den Beastman mitsamt Gunman. Dabei hören sie zum ersten Mal vom Herrscher der Beastman, dem Spiralenkönig. |           |                                                        |                                  |                        |                                       |                  |
| 7 | 7         | Du wirst es machen!                                    | それはお前がやるんだよ!          | 13. Mai 2007           | 27. Apr. 2010                         | Hiroyuki Imaishi |
| Der gesuchte Stützpunkt stellt sich als beweglich heraus und unterstützt Viral im Kampf gegen Gurren Lagann. Er heißt Dai Gunzan, ist bedeutend größer und wird von einem der vier Generäle des Spiralenkönigs kommandiert. Dank der Unterstützung ihrer Kameraden überleben Kamina und Simon den Kampf. Es treffen weitere von Menschen gesteuerte Gunmen ein, die den Spiralenkönig besiegen wollen. Die Truppe nennt sich nun Team Dai Gurren. |           |                                                        |                                  |                        |                                       |                  |
| 8 | 8         | Später, Kumpel!                                        | あばよ、ダチ公                   | 20. Mai 2007           | 28. Apr. 2010                         | Hiroyuki Imaishi |
| Team Dai Gurren bereitet sich in der Nacht auf den nächsten Kampf vor. Die eigenen Gunmen sollen die feindlichen Gunmen ablenken, während Lagann sich mit Dai Gunzan verschmelzen und so die Kontrolle über diesen gewinnen soll. Dank Kaminas moralischer Unterstützung geht der Plan auf, jedoch stirbt dieser, nachdem sie den feindlichen General vernichtet haben. Neben Simon trifft dies auch Yoko besonders, da diese Kamina in der Nacht zuvor geküsst hatte. |           |                                                        |                                  |                        |                                       |                  |
| 9 | 9         | Was genau ist ein Mensch?                              | ヒトっていったい何ですか?        | 27. Mai 2007           | 29. Apr. 2010                         | Hiroyuki Imaishi |
| Simon verhält sich zunehmend unzuverlässig. Nachdem er sich im Kampf übernommen hat, stürzt er in eine Schlucht, in welcher er eine Kiste findet, die sich mit dem Steuerungsschlüssel von Lagann öffnen lässt. In der Kiste liegt ein Mädchen, das zum ersten Mal die Außenwelt sowie einen anderen Menschen sieht. Ihr Name ist Nia und es stellt sich heraus, dass sie die Tochter des Spiralenkönigs, Lord Genome, ist. |           |                                                        |                                  |                        |                                       |                  |
| 10 | 10        | Wer ist dieser Bruder?                                 | アニキっていったい誰ですか?      | 3. Juni 2007           | 30. Apr. 2010                         | Hiroyuki Imaishi |
| Nia schlägt wegen ihrer Herkunft viel Misstrauen entgegen. Dies ändert sich erst, als sie von einer weiteren Generalin des Spiralenkönigs angegriffen wird. Das Team Dai Gurren beschützt sie, nachdem es erfahren hat, dass Nia von ihrem eigenen Vater verbannt und zur Tötung freigegeben wurde. Der Generalin gelingt dank Viral die Flucht. |           |                                                        |                                  |                        |                                       |                  |
| 11 | 11        | Simon, Hände weg                                       | シモン、手をどけて               | 10. Juni 2007          | 3. Mai 2010                           | Hiroyuki Imaishi |
| Das Team Dai Gurren tappt in eine Falle des dritten Generals des Spiralenkönigs und wird gefangen genommen. Vor der geplanten Hinrichtung findet Simon sein Selbstvertrauen wieder und schafft es, einen Ausgang aus dem Gefängnis zu bohren. Er rettet anschließend Nia, die gerade von ihrem Zweck als Bespaßung des Spiralenkönigs erfahren hat. Lagann verschmilzt mit dem von Rossiu gesteuerten Gurren und so vertreiben sie den dritten General. |           |                                                        |                                  |                        |                                       |                  |
| 12 | 12        | Yoko, tust du mir einen Gefallen?                      | ヨーコさん、お願いがあります     | 17. Juni 2007          | 4. Mai 2010                           | Hiroyuki Imaishi |
| Die kürzeste Strecke zur Hauptstadt führt über einen See. Daher macht Leeron Dai Gunzan wasserfest, während die restlichen Teammitglieder einen Strandtag genießen. Bei der anschließenden Überfahrt werden sie erneut von der zweiten Generalin angegriffen, die aber verliert und stirbt. Yoko und Nia verstehen sich nach ihren anfänglichen Differenzen nun besser. |           |                                                        |                                  |                        |                                       |                  |
| 13 | 13        | Aufessen, alle Mann!                                   | みなさん、た～んと召し上がれ     | 24. Juni 2007          | 5. Mai 2010                           | Hiroyuki Imaishi |
| Nia sucht nach einer Aufgabe im Team und probiert sich am Kochen aus. Rossiu wird davon schlecht, daher unterstützt Yoko Simon im Kampf. Die Gunmen des vierten Generals verstehen sich auf den Kampf in der Luft. Gurren Lagann fusioniert mit einem fremden Gunman und erhält somit die Fähigkeit zu fliegen. Dieser Umstand und ein Sprungmanöver von Dai Gunzan sowie der Ehrenkodex von Viral im Kampf zwingen den vierten General zum Rückzug. |           |                                                        |                                  |                        |                                       |                  |
| 14 | 14        | Gut getroffen, Leute                                   | 皆さん、ごきげんよう             | 1. Juli 2007           | 6. Mai 2010                           | Hiroyuki Imaishi |
| Vor der Hauptstadt Teppelin besiegt Team Dai Gurren die letzten beiden Generäle endgültig, auch dank der Hilfe weiterer Menschen mit Gunmen, welche ihre Höhlen verlassen haben. |           |                                                        |                                  |                        |                                       |                  |
| 15 | 15        | Ich werde in die Zukunft aufbrechen                    | 私は明日へ向かいます             | 8. Juli 2007           | 7. Mai 2010                           | Hiroyuki Imaishi |
| Teppelin stellt sich als riesiger Gunman heraus, der lediglich von Häusern verdeckt war und vom Spiralenkönig gesteuert wird. Team Dai Gurren lenkt die gegnerischen Truppen ab und opfert Dai Gunzan, um Gurren Lagann den Weg zum Spiralenkönig zu bereiten. Dieser stirbt durch Simon, gibt ihm jedoch eine Warnung mit auf den Weg, dass sein Tod die Situation der Menschen eher verschlechtern als verbessern wird. |           |                                                        |                                  |                        |                                       |                  |
| 16 | 16        | Zusammenfassung                                        | 総集片                           | 15. Juli 2007          | 10. Mai 2010                          | Hiroyuki Imaishi |
| Zusammenschnitt der bisherigen 15 Episoden als Erläuterung der geschichtlichen Entwicklung. |           |                                                        |                                  |                        |                                       |                  |
| 17 | 17        | Du weißt überhaupt nichts!                             | あなたは何もわかっていない       | 22. Juli 2007          | 11. Mai 2010                          | Hiroyuki Imaishi |
| Sieben Jahre nach dem Sieg über den Spiralenkönig leben die Menschen wieder in Städten auf der Oberfläche, einige auch ungewollt. Neben kleinen Scharmützeln herrscht Frieden. Während die Führungsfiguren des Team Dai Gurrens Regierungsposten mehr oder minder sinnvoll bekleiden, kämpfen unter anderem Gimmy und Darry nun gegen Viral und nehmen diesen fest. Yoko hingegen hat die Stadt verlassen. Kurz nachdem Nia einen Heiratsantrag von Simon ablehnt, übersteigt die Bevölkerungszahl die Millionenmarke und löst damit die Prophezeiung des Spiralenkönigs aus. Ein neuartiger Gegner greift die Stadt an und mordet, bis Simon diesen zerstört. Nia fungiert als ungewolltes Medium für die folgende Botschaft der neuen Gegner, der Antispiralen, welche die Menschheit vernichten wollen.                                                                              |           |                                                        |                                  |                        |                                       |                  |
| 18 | 18        | Verrat mir die Geheimnisse dieser Welt                 | 聞かせてもらうぞこの世界の謎を   | 29. Juli 2007          | 12. Mai 2010                          | Hiroyuki Imaishi |
| Antispiralen, die aktuellen Herrscher des Universums, fürchten ihre eigene Vernichtung durch erstarkende Spiralengeschöpfe, wie die Menschen. Daher wollen sie den Mond auf die Erde stürzen, um die Bedrohung abzuwenden. Diese Information erreicht durch die zur Antispirale gewordene Nia die ganze Stadt. Die Bevölkerung von Teppelin leidet indes unter Kämpfen mit Maschinen der Antispiralen über der Stadt und zweifelt an der Führung. |           |                                                        |                                  |                        |                                       |                  |
| 19 | 19        | Überleben um jeden Preis                               | 生き残るんだどんな手段を使っても | 5. Aug. 2007           | 13. Mai 2010                          | Hiroyuki Imaishi |
| Durch die Folgen der Kämpfe verlieren Teile der Bevölkerung das Vertrauen in Oberbefehlshaber Simon und fordern Konsequenzen. Rossiu lässt Simon festnehmen und erklärt sich zum neuen Oberbefehlshaber. Um Vertrauen bei der Bevölkerung für seinen Evakuierungsplan zu erhalten, verurteilt er Simon in einem Schauprozess zum Tode, gegen Protest ehemaliger Team Dai Gurren Mitglieder. Vor Vollstreckung darf Simon nochmal mit Gurren Lagann kämpfen. |           |                                                        |                                  |                        |                                       |                  |
| 20 | 20        | Wie lange will Gott uns prüfen                         | 神はどこまで僕らをためす         | 12. Aug. 2007          | 14. Mai 2010                          | Hiroyuki Imaishi |
| Eine Simulation bringt Klarheit, dass auch die unterirdischen Schutzräume durch den Einschlag des Mondes zerstört werden würden. Rossiu will daher einen Bruchteil der Menschen sowie Exemplare anderer Lebewesen mit einem Raumschiff retten. Andere ehemalige Team Dai Gurren Mitglieder suchen eine Entscheidung im Kampf mit den Antispiralen und wollen zudem Simon befreien, welcher zusammen mit Viral eingesperrt ist. |           |                                                        |                                  |                        |                                       |                  |
| 21 | 21        | Du musst überleben                                     | あなたは生き残るべき人だ         | 19. Aug. 2007          | 17. Mai 2010                          | Hiroyuki Imaishi |
| In einer Rückblende werden die Erlebnisse von Yoko im vergangenen Jahr gezeigt. Sie hat unter falschem Namen auf einer Insel als Lehrerin gearbeitet. Mit dem drohenden Absturz des Mondes kehrt sie zur Hauptstadt zurück und befreit neben Simon auch den inhaftierten Viral. Gemeinsam kämpfen sie gegen die Antispiralen, welche das gestartete Raumschiff attackieren. |           |                                                        |                                  |                        |                                       |                  |
| 22 | 22        | Dies ist meine letzte Pflicht                          | それが僕の最後の義務だ           | 26. Aug. 2007          | 18. Mai 2010                          | Hiroyuki Imaishi |
| Durch eine zwischenzeitliche Verschmelzung von Gurren Lagann und dem Raumschiff wird die Schlacht im Weltraum gegen die Antispiralen gewonnen. Auf Ratschlag des in einem Biocomputer erweckten Lord Genomes gelingt Simon und Viral mit Gurren Lagann eine Verschmelzung mit dem Mond, der eigentlich ein gigantischer Gunman mit dem Namen Terra ist. Eine sichere Rückkehr der Evakuierten erfolgt, da die Gefahr durch den Mond gebannt ist. |           |                                                        |                                  |                        |                                       |                  |
| 23 | 23        | Los gehts, das ist der finale Kampf                    | 行くぞ 最後の戦いだ              | 2. Sep. 2007           | 19. Mai 2010                          | Hiroyuki Imaishi |
| Rossiu macht sich wegen seiner vorherigen Handlungen Vorwürfe und besucht seine Heimatstadt, um sich dort ein Ende zu machen, wo er auch angefangen hat. Durch Teleportation gelangen Simon und Kinon rechtzeitig zu ihm, sodass Rossiu neuen Lebensmut fasst. Leeron und Lord Genome haben zwischenzeitlich gemeinsam die Basis der Antispiralen gefunden. Für eine freie Erde will das Team Dai Gurren nun zum Gegenangriff übergehen. |           |                                                        |                                  |                        |                                       |                  |
| 24 | 24        | Ich werde diese Minute, diese Sekunde nie vergessen    | 忘れるものか この一分一秒を      | 9. Sep. 2007           | 20. Mai 2010                          | Hiroyuki Imaishi |
| Die Teleportation basiert auf der geistigen Verbindung zu einem Objekt, daher denkt Simon zum Finden der Antispiralen an Nias Ring. Durch Illusionen lenken die Antispiralen ihn aber an falsche Orte im Universum. An einer dieser Stellen kommt es erneut zur Schlacht. Mehrere Team Dai Gurren Mitglieder lassen hier ihr Leben, um andere zu schützen und Simon die Zeit zur Verschmelzung mit Terra zu geben, welche jedoch von einem Meer verschlungen wird. |           |                                                        |                                  |                        |                                       |                  |
| 25 | 25        | Ich akzeptiere deinen letzten Wunsch!                  | お前の遺志は受け取った!          | 16. Sep. 2007          | 21. Mai 2010                          | Hiroyuki Imaishi |
| Das Meer stellt sich als Teil einer Vernichtungsmethode heraus, welche die Energie der Spiralen umwandelt und gegen sie verwendet. Anstatt sich in das Schicksal zu ergeben, wird Terra gewendet und nimmt Kurs auf den Kern. Kitan setzt sich ab und steuert seinen Gunman mit einem Bohrer in den Kern, damit der Rest überlebt. Die durch die Explosion freigesetzte Spiralenenergie nutzt Simon, um mit Terra zur Supergalaxie Gurren Lagann zu verschmelzen. |           |                                                        |                                  |                        |                                       |                  |
| 26 | 26        | Los gehts, Kumpel                                      | 行くぜ ダチ公                    | 23. Sep. 2007          | 25. Mai 2010                          | Hiroyuki Imaishi |
| Nachdem Kitan sein Leben gab, um die restliche Besatzung zu retten, stellen die Antispiralen ihre Taktik um. Sie schicken die Gedanken jedes einzelnen Besatzungsmitglieds in parallele Universen, ohne das diese sich dort ihres vergangenen Ichs bewusst sind. Das Leben dort ist mehr oder minder ähnlich, aber ohne Kampfhandlungen. Einer nach dem anderen findet jedoch durch innere Gefühle wieder in das vorherige Universum zurück. |           |                                                        |                                  |                        |                                       |                  |
| 27 | 27        | Die Lichter im Himmel sind Sterne                      | 天の光はすべて星                 | 30. Sep. 2007          | 25. Mai 2010                          | Hiroyuki Imaishi |
| Die Antspiralen zeigen sich von der Leistung beeindruckt, da vorher viele Spiralenrassen bis zu den Paralleluniversen gekommen sind, aber noch keine kam weiter. Sie enthüllen, dass sie vor langer Zeit ebenfalls Spiralengeschöpfe waren, aber ein Ende aller Dinge voraussahen, wenn Spiralengeschöpfe der Evolution weiter folgen. Daher haben sie ihre eigene Evolution auf nahe null gehemmt und andere Spiralen vernichtet, wo immer es möglich war, um das große Ganze zu bewahren. Im finalen Kampf verlieren die Antispiralen, unter anderem durch das Opfer von Lord Genome. Die Reste des Team Dai Gurren kehren mit der befreiten Nia auf die Erde zurück und werden gefeiert. Im Anschluss heiratet Simon Nia, welche sich nach dem Kuss jedoch auflöst, da sie von den Antispiralen abhing. Simon sucht nun ein ruhiges Leben und lässt die Regierung in Rossius Händen. |           |                                                        |                                  |                        |                                       |                  |